# Трој Еванс
Трој Еванс (енгл. Troy Evans; рођен Мизула, Монтана, 16. фебруар 1948), амерички је позоришни, филмски и ТВ глумац.
Најпознатији је по својим споредним улогама у филмовима  Авиони, возови и аутомобили (1987), Близу таме (1987), Ноћ вештица 5: Освета Мајкла Мајерса (1989), Под опсадом (1992), Разбијач (1993), Ејс Вентура: Детектив за кућне љубимце (1994), Феномен (1996), Ко се боји духа још? (1996), Параноја у Лас Вегасу (1998), Чувари тајног краљевства (2013) и многим другим.